# Krscsanszke nôve peszmene knige
Krszcsanszke nôve peszmene knige (Nove krščanske pesmene knjige ali pesmarice) je evangeličanska cerkvena pesmarica Mihaela Barle, ki jo je napisal 1823, tiskala jo je Katalin Kultsár v Šopronu. Polni naslov je Krszcsanszke nove peszmene knige szpravlene evangyelicsánszkim gmainam. Zaradi  Barlinega znanja tujih jezikov, njegove prevajalske dejavnosti in rokopisne priprave slovnice v njegovem materinskem jeziku, se je zanj zanimal Jernej Kopitar. Pesmarica je močno vplivala na razvoj knjižne prekmurščine v 19. stoletju.
Barla je že leta 1820 izdal molitvenik Diktomszke, verszuske i molitvene kni'zice, ki je prevod knjige Jánosa Kisa, evangeličanskega superintendenta. V kratkem, jedrnatem predgovoru je nasprotoval vsebini in jeziku v knjigi Miháova Bakoša Nouvega Gráduvála.

Vsebinsko je ohranil Bakoševo razdelitev po dobah cerkvenega leta, ni pa več poglavja o sveti Toriji, tudi himne nimajo posebnega poglavja. Docela se razlikuje od Bakoša v pesmih. Čeprav je tu in tam ohranil kako njegovo, jo je skrajšal, ali pa prevzel in predelal le njen začetek, nadaljeval pa po svoje.
Pesmi so natisnjene v dveh stolpcih, tako da le velike začetnice označujejo začetek nove vrstice. Bistveno je spremenil staro ortografijo z odpravo dvoglasnikov. Namesto ou upoablja ô, namesto ej pa ê. Ta način pisave je uporabil tudi Janoš Flisar v njegovem slovarju Vogrszki-vendiski rêcsnik.

Čeprav se je zavestno izogibal kajkavskim oblikam, je ohranil pisavo král, redko kak deležnik, in take utrjene termine, kot odküpitel, preszvetitel, itd. Sicer pa si je prizadeval ustvariti ali prirediti vrsto novih izrazov, kot: dugotrplivoszt, vgresénye, oszmejôcsim, nádavek, naprejplacsárov, drzsánye, itd. Najbolj se Barla razlikuje od prejšnjih in poznejših pisateljev glede pisave preteklih deležnikov na l, lahko bi rekli, da jih je približal knjižni slovenščini, če bi lahko dokazali njegovo poznavanje knjig v njej – bolj verjetno je sledil etimologiji, kot dokazujejo drugi primeri (srdcze, zdühávanye, krscsanszki), ker piše: spravio, dario, ponizio, naredio.

Enako skrbno je iskal Barla tudi rime, čeprav so po navadi le navidezne, ko se skladajo nepoudarjena obrazila besed (vüpanye, szvetloszt). Kakor je Barla v jezikovnem in vsebinskem pogledu bistveno opustil tedanje izročilo svojih predhodnikov, tako se je z zavestnim prizadevanjem za red in novosti v obeh teh pogledih postavil ob stran Štefanu Küzmiču in tako močno vplival na razvoj prekmurske evangeličanske pesmarice.
Janoš Kardoš je objavil predelano pesmarico pod naslovom Krsztsanszke czerkvene peszmi  leta 1848.